# Siegel der Marshallinseln
Das Siegel der Marshallinseln hat einen blauen Hintergrund, der das Meer darstellt.

## Beschreibung

Flagge der Marshallinseln

Auf dem blauen Grund befindet sich ein stilisierter „Geist des Friedens“.
Dahinter sind zwei Inseln mit einem Auslegerkanu und einer Palme dargestellt.
Weiter zeigt das Siegel noch ein altes Werkzeug sowie ein Fischernetz.
Oben links und rechts im Schild sind jeweils ein weiß-roter Streifen, die sich auch in der Flagge der Marshallinseln finden. Das weiße Band stellt den Ratak (Sonnenaufgang) dar, während das orange Band den Ralik (Sonnenuntergang) symbolisiert.
Der Stern symbolisiert das christliche Kruzifix. Die 24 Strahlen stehen für die 24 Verwaltungsbezirke der Marshallinseln, die vier großen Strahlen für die vier Hauptbezirke: Majuro, Ebeye, Jaluit und Wotje.
Unten im Schild befindet sich eine traditionelle Stabkarte.
Im Ring um den Schild steht oben auf Englisch:
„Republic of the Marshall Islands“
(„Republik der Marshallinseln.“)
Unten im Ring steht auf Marshallesisch:
„Jepilpilin ke Ejukaan.“
(„Vervollkommnung durch gemeinsame Anstrengung.“)